# Ernesto Luzardo
Ernesto Omar Luzardo (Montevideo, Uruguay, 13 de enero de 1942 - Tegucigalpa, Honduras, 16 de mayo de 2012) fue un entrenador uruguayo nacionalizado hondureño.

## Clubes

### Como jugador
| Club                 | País    | Año       |
| -------------------- | ------- | --------- |
| Racing de Montevideo | Uruguay | 1959-1982 |

### Como entrenador
| Club                  | País     | Año         |
| --------------------- | -------- | ----------- |
| Real C. D. España     | Honduras | 1993 - 1994 |
| F. C. Motagua         | Honduras | 1996 - 1997 |
| Palestino F. C.       | Honduras | 1997 - 1998 |
| Universidad           | Honduras | 2000        |
| Selección de Honduras | Honduras | 2002        |
| C. D. Olimpia         | Honduras | 2002        |

## Palmarés

### Como entrenador
| Título                    | Club              | País     | Año  |
| ------------------------- | ----------------- | -------- | ---- |
| Liga Nacional de Honduras | Real C. D. España | Honduras | 1993 |